# Dodo la Saumure
Le texte peut changer fréquemment, n’est peut-être pas à jour et peut manquer de recul. 
Le titre et la description de l'acte concerné reposent sur la qualification juridique retenue lors de la rédaction de l'article et peuvent évoluer en même temps que celle-ci.
Pour les articles homonymes, voir Alderweireld, Dodo et Saumure (homonymie).
Dominique Alderweireld, surnommé « Dodo la Saumure », est un proxénète français né le 5 février 1949 à Annœullin.

## Biographie
Dominique Alderweireld est né en 1949 à Annœullin dans le département du Nord. Il est père de trois filles. Il a été élevé chez les jésuites et dit avoir eu une enfance difficile. Il reconnaît avoir été l'auteur de quelques cambriolages durant sa jeunesse.
Son surnom pourrait être un jeu de mots évoquant la qualité du maquereau (terme désignant également un proxénète dans le jargon populaire) après avoir baigné dans la saumure. L'intéressé estime que c'est un signe « de bonne conservation ».
Ce surnom était également celui d'un proxénète de Belleville connu pour avoir un temps fréquenté Amélie Élie (Casque d'or) à la fin du XIXe siècle.

## Activité
Il a commencé sa carrière comme agent immobilier de Félix Houphouët-Boigny.
Dominique Alderweireld se retrouve ensuite à la tête de plusieurs lupanars en Belgique, portant pour appellations celles de « salon de massage » ou « bar montant ». En 2011, seize sont recensés, notamment à Tournai, Froyennes, Warneton, Ramegnies, Péruwelz, Brûly, Havay, Mouscron. En 2014, on ne lui en compte plus que cinq, le dernier à avoir été inauguré étant à Bernissart, le cinquième de la commune ; il s'appelle le « DSK », pour « Dodo Sex Klub, » mais faisant vraisemblablement référence à son client Dominique Strauss-Kahn.

## Justice
Mis en détention à la prison d'Ypres le 1er octobre 2011, il a été condamné à cinq ans de prison avec sursis, tout comme sa compagne Béatrice Legrain, par le tribunal de Tournai pour faits de tenue de maisons de débauche ou de prostitution et de proxénétisme, entre 2000 et 2009. Le tribunal a, en outre, décidé la confiscation des revenus tirés de ces activités, soit 2,77 millions d'euros. Ayant fait appel de cette décision en avril 2013, il tente de faire valoir auprès du tribunal de Mons que les autorités avaient toujours eu une attitude bienveillante vis-à-vis de ses activités, s'appuyant sur un rapport du Comité P ; il écope de la même peine le 20 septembre 2013 et se pourvoit en cassation.
En janvier 2015, il est inculpé dans le cadre de l'affaire du Carlton de Lille pour « proxénétisme aggravé en bande organisée », tout comme Dominique Strauss-Kahn et sept autres personnes, pour son rôle dans l'organisation de parties fines. L'inculpation porte sur la « participation dans l'exportation, depuis la Belgique, de jeunes femmes qui se sont prostituées en France, ici dans la région lilloise, mais aussi à Paris, à New York, etc. ». Le 12 juin 2015, la justice prononce sa relaxe dans cette affaire.
En juillet 2017, il est inculpé pour traite d’êtres humains et fraudes et est placé en détention.

## Apparitions dans les médias
En décembre 2012, Dominique Alderweireld est invité de l'émission Ce soir (ou jamais !) pour une interview ; des associations féministes protestent auprès du CSA, qui réagit en donnant un blâme à Frédéric Taddeï, animateur de l'émission,,.
Le 23 mai 2013, Dominique Alderweireld est invité dans l'émission Touche pas à mon poste ! sur D8 dans le cadre de la promotion de sa biographie. Il y fait une intervention durant quatre minutes.
Dans son album sorti au printemps 2013, le rappeur Seth Gueko donne un rôle à Dominique Alderweireld dans le clip de la chanson qu'il lui dédie, intitulée Dodo la Saumure.

### Média
- [radio] Sonia Kronlund, Le DSK (reportage radiophonique), France Culture, coll. « Les Pieds sur terre », avril 2014 (présentation en ligne, écouter en ligne). Diffusé le 8 avril 2014 sur France Culture.